# Silvia Costa (polityk)
Silvia Costa (ur. 12 czerwca 1949 we Florencji) – włoska polityk i dziennikarka, była deputowana, posłanka do Parlamentu Europejskiego VII i VIII kadencji.

## Życiorys
Ukończyła studia z zakresu literatury na Uniwersytecie Rzymskim „La Sapienza”. Pracowała jako dziennikarka, współpracowała z telewizją RAI, w latach 1978–1985 była redaktorem gazety „Il Popolo”.
Należała do Chrześcijańskiej Demokracji. Od 1976 do 1985 zasiadała w radzie miejskiej Rzymu. W latach 1983–1994 sprawowała mandat posłanki do Izby Deputowanych IX, X i XI kadencji. W rządzie Carla Azeglia Ciampiego (1993–1994) był sekretarzem stanu w Ministerstwie Szkolnictwa Wyższego, Badań Naukowych i Technologii. W drugiej połowie lat 90. kierowała rządową Komisją ds. Równouprawnienia. Od 1995 do 2005 wchodziła w skład Krajowej Rady Gospodarki i Pracy, przewidzianego przez konstytucję organu doradczego. W 2005 została radną Lacjum, obejmując stanowisko asesora we władzach tego regionu.
Po rozwiązaniu DC, działała we Włoskiej Partii Ludowej i następnie w partii Margherita. Od 2007 należy do powstałej z połączenia kilku centrolewicowych ugrupowań Partii Demokratycznej. W 2009 i w 2014 jej listy uzyskiwała mandat posłanki do Parlamentu Europejskiego, zasiadając w nim do 2019.